# Nina au Petit Coin
Nina au Petit Coin! (Nina Needs to Go!) est une série télévisée d'animation britannique de vingt courts épisodes d'environ trois minutes produite par ArthurCox situé à Bristol, et diffusée à partir du février 2014 sur Disney Junior.
La série est destinée aux préscolaires et était destinée à être diffusée dans 150 pays.

## Synopsis
Nina, petite fille de 4 ans va à différents endroits, comme le zoo et la plage. À chaque endroit, Nina se rend compte qu'elle doit "aller au petit coin" après s'être trop concentré sur ses jeux, et la mission est de l'y emmener avant qu'il ne soit trop tard.
Le scénario est familier aux parents de jeunes enfants à travers le monde et inspiré par la vrai vie. Sarah Cox, Directrice Créative et CEO de ArthurCox a déclaré: "Nina au Petit Coin est basée sur mes expériences réelle avec ma fille. Voyages en voiture dramatiques, trains ratés et un voyage sur mon dos à travers tout l'Alhambra en Espagne à la recherche de toilettes sont des situations vécues qui ont inspiré chaque épisode. Une équipe créative fabuleusz nous a aidé à créer des scénarios de "courses contre le temps" pleins d'action pour attirer et amuser un public familial."

## Distribution
| Personnage   | Voix originale         | Voix francophone    |
| ------------ | ---------------------- | ------------------- |
| Nina         | Aubree Young           | Maia Baran          |
| Mamie Sheila | Miriam Margolyes       | Francine Laffineuse |
| Kate         | Colleen O'Shaughnessey | Sophie Landresse    |
| Nat          | Jess Harnell           | David Manet         |
| Frank        | J. J. Totah            | Émilie Guillaume    |
| Tante Gladys |                        | Nathalie Hons       |
| Professeure  |                        | Nathalie Hons       |

### Personnages
- Nina, fillette de 4 ans et personnage titulaire de la série
- Mamie Sheila est la grand-mère casse-cou de Nina
- Kate est ma maman de Nina
- Nat est le père de Nina
- Frank est le grand frère de Nina

## Épisodes
1. Train
2. Neige
3. Centre commercial
4. Pièce de théatre
5. Parc aquatique
6. Plage
7. Magasin de bricolage
8. Zoo
9. Camping
10. Tour
11. Foire
12. Parade
13. Mariage
14. Trafic
15. Bibliothèque
16. Dormir
17. Playdate
18. Au Musée
19. Au restaurant chic
20. À la maternelle